# Алибеков, Сергей Арифович
Сергей Арифович Алибеков (родился 16 мая 1956, Фергана, Узбекистан) — советский и узбекистанский мультипликатор; режиссёр, сценарист и художник-постановщик.

## Биография
Закончил Киргизское государственное художественное училище по специальности «скульптора».
В 1977 — 1979 годах учился в Ташкентском театрально-художественном институте.
Член Союза художников СССР с 1983 года, также является членом Союза кинематографистов СССР с 1989 года.
Работает в области станковой живописи и графики, скульптуре, керамопластике, декоративном искусстве.
С 1984 года сотрудничал со студией «Узбекфильм», принимая участие в создании мультипликационного и игрового кино, а также в качестве режиссёра, художника-постановщика и сценариста.
Неоднократный призёр международных фестивалей анимационного кино и биенале по живописи.
С 2003 года постоянно проживает в России.

## Фильмография
- 1984 — «Будет ласковый дождь», мультипликационный фильм, к/c «Узбекфильм». Художник-постановщик.
- 1985 — «Золотой лист», мультипликационный фильм, к/c «Узбекфильм». Художник-постановщик.
- 1986 — «Сад Хризантем», мультипликационный фильм, к/c «Узбекфильм». Художник-постановщик.
- 1987 — «Вельд», полнометражный художественный фильм, к/с «Узбекфильм». Художник-постановщик.
- 1988 — «Пауза», мультипликационный фильм, к/c «Узбекфильм». Режиссёр и художник-постановщик.
- 1990 — «Нить», мультипликационный фильм, к/c «Узбекфильм». Режиссёр и художник-постановщик.
- 1990 — «У лужи», мультипликационный фильм, ГТПО «Узбекфильм» им. К. Ярматова. Кинорежиссёр и художник-постановщик.
- 2003 — «Эхограмма» анимационный фильм, к/c «Узбекфильм». Режиссёр и художник-постановщик.
- 2005 — «Турецкий Гамбит», художественный фильм, «1 Канал», студия «ТРИТЭ». Художник эскизов и концептов к компьютерной графике и дизайна титров.
- 2005 — «Гибель Империи», десятисерийный художественный фильм. «1 Канал», студия «ТРИТЭ». Художник эскизов и концептов к компьютерной графике.
- 2007 — «Монгол», художественный фильм. Художник эскизов и концептов к компьютерной графике.
- 2007 — «1612», художественный фильм. Студия «ТРИТЭ». Художник эскизов и концептов к фильму и компьютерной графике.
- 2009 — «Книга Мастеров», художественный фильм. Walt Disney Pictures, студия «ТРИТЭ». Художник эскизов и концептов к фильму и компьютерной графике.